# Campeonato Mineiro 1935
In 1935 werd het 21ste Campeonato Mineiro gespeeld voor voetbalclubs uit de Braziliaanse staat Minas Gerais. De competitie werd gespeeld van 31 mei tot 14 juli en werd georganiseerd door de Liga Mineira de Desportos Terrestres. Villa Nova werd kampioen.

## Eindstand
| Plaats | Club            | Wed. | W | G | V | Saldo | Ptn. |
| ------ | --------------- | ---- | - | - | - | ----- | ---- |
| 1.     | Villa Nova      | 10   | 8 | 1 | 1 | 33:10 | 17   |
| 2.     | Atlético        | 10   | 6 | 0 | 4 | 29:16 | 12   |
| 3.     | Siderúrgica     | 10   | 3 | 1 | 6 | 26:27 | 9    |
| 4.     | Palestra Itália | 10   | 3 | 2 | 5 | 23:24 | 8    |
| 5.     | América         | 10   | 3 | 2 | 5 | 20:36 | 8    |
| 6.     | Retiro          | 10   | 4 | 0 | 6 | 10:28 | 8    |

|  | Kampioen |

Wedstrijden
|             | AME | ATL | PAL | RET | SID | VIL |
| ----------- | --- | --- | --- | --- | --- | --- |
| América     | —   | 2-1 | 1-1 | 5-3 | 3-3 | 2-6 |
| Atlético    | 5-0 | —   | 4-2 | 7-0 | 3-2 | 1-0 |
| Palestra    | 3-4 | 3-2 | —   | 2-1 | 3-0 | 3-3 |
| Retiro      | 2-1 | 1-0 | n/d | —   | n/d | 0-1 |
| Siderúrgica | 4-1 | 3-5 | 7-5 | 7-2 | —   | 0-3 |
| Villa Nova  | 8-1 | 3-1 | 2-1 | 5-1 | 2-0 | —   |

### Kampioen
| Campeonato Mineiro de 1935 |
| -------------------------- |
| VILLA NOVA (4º Titel)      |